# 他伯利們
他伯利們(Tabrimmon)是亞蘭大馬士革國王，但我們所知甚少。根據《聖經》列王記上1記載：他是希旬的兒子，他的兒子是便哈達一世。
|  | 於是亞撒將耶和華殿和王宮府庫裏所剩下的金銀都交在他臣僕手中，打發他們往住大馬士革的亞蘭王─希旬的孫子、他伯利們的兒子便哈達那裏去 |

列王記上15:18
| 前任： 利遜 | 亞蘭大馬士革王 | 继任： 便哈達一世 |